# Intendance de Nice
Apparue en 1689, l'intendenza générale di Nizza est la plus ancienne des intendances générales, mais le titre d'intendant général du Comté de Nice et de la Principauté d'Oneille ne figure dans les actes officiels qu'à partir de 1718.

## Création de l'intendance de Nice
S'inspirant du modèle des intendants des généralités établis en France, les ducs de Savoie vont établir des intendants généraux dans les différents provinces de leur État. Pour le Comté de Nice, le premier texte citant un intendant général de Nice apparaît en 1689 dans des instructions de la Chambre des Comptes adressées au chevalier Louis Morozzo nommé à l'intendance de Nice le 25 juin 1688

## Intendance générale de Nice
Le titre d'intendant général apparaît en 1718. Les intendants généraux dépendent du Général des finances. 
L'intendant général est le représentant du duc de Savoie puis roi de Sardaigne. Il exerce une stricte tutelle sur l'administration communale. Toute imposition extraordinaire, toute augmentation des contributions ordinaires sont soumises à son autorisation.
L'augmentation du pouvoir de l'intendant général va entraîner des conflits avec l'administration locale. En 1723, l'intendant général Zoppi voulu prélever des contributions foncières. Les autorités communales de Nice s'y opposèrent en estimant que l'acte d'hommage de 1391 les en affranchissait moyennant l'acceptation du paiement d'un don annuel aux finances ducales. La résistance du grand conseil de la ville entraîna une révolte de la population le 24 septembre 1723 obligeant l'intendant général à s'enfuir. Le roi désavoua l'intendant mais sanctionna le grand conseil qui n'avait pas su empêcher la révolte.
En 1723 le roi Victor-Amédée II édicte les « Royales constitutions » ayant pour but d'uniformiser la législation des différents États dépendant du roi de Sardaigne.
L'intendance générale de Nice est supprimée après le rattachement du Comté de Nice à la République française en 1793. Elle a été rétablie après la restauration sarde en 1814 dans le cadre administratif de la division de Nice.

## Les intendants généraux de Nice avant 1792
| Liste des intendants généraux de la division de Nice  |                                |
| Nom                                                   | Durée du mandat                |
| Luigi Francesco Morozzo                               | 1688 - 1691                    |
| Occupation française                                  | 1691 - 1696                    |
| François Hyacinthe de Gallinati                       | avril 1697 - juin 1697         |
| Antonio Francesco Nicolis di Robilant                 | juin 1697 - mai 1699           |
| Pierre Mellarède                                      | mai 1699 - mai 1702            |
| Gian Giacomo Fontana                                  | mai 1702 - 1708                |
| Occupation française                                  | 1702 - 1713                    |
| Jules-Louis Torrini                                   | 1713 - mai 1713                |
| comte Ruschis                                         | mai 1713 - octobre 1715        |
| Carlo Giovanni Fecia di Cossato                       | octobre 1715 - décembre 1717   |
| Carlo Pavia                                           | décembre 1717 - septembre 1722 |
| Luigi Lovera                                          | 1722 - 1723                    |
| Pierre Marcel Zoppi                                   | 1723                           |
| Giovanni Stefano Sapellani (Zappeloni)                | juin 1724 - février 1733       |
| Carlo Alfonso Dalmazzone                              | février 1733 - mars 1742       |
| Onorato Viani (en l'absence de Dalmazzone)            | 1739 - 1742                    |
| Secundo Domenico Bolla                                | mars 1742 - janvier 1750       |
| Occupation franco-espagnole                           | 1744 - 1748                    |
| Gaspard Joanini                                       | janvier 1750 - août 1759       |
| Pierre Antoine Ignace Saissi                          | 1759                           |
| Giuseppe Antonio Mattone di Benevello                 | août 1759 - novembre 1772      |
| Giuseppe Felix Angiono                                | novembre 1772 - avril 1775     |
| Francesco Luigi Ferrero Ponziglione di Borgo d'Ale    | avril 1775 - octobre 1779      |
| Domenico Benedetto Cortina di Malgra                  | octobre 1779 - décembre 1785   |
| Lorenzo Perpetuo Cristiani                            | décembre 1785 - novembre 1792  |
| Giovanni Battista Mattone di Benevello                | novembre 1792 - avril 1794     |
| Annexion du Comté de Nice par la République française | 31 janvier 1793                |
| Traité de Paris                                       | 15 mai 1796                    |